# 中国 后醍醐
『中国 后醍醐』（ちゅうごく ごだいご）とは、1980年12月25日に発売されたゴダイゴの2ndライヴ・アルバム。

## 解説
- 1980年10月23日、24日に天津市で行われた『第一回中日友好音楽祭』にゴダイゴが出演した時の模様が収録されている。
- 発売当時のLPの帯コピー  【ライヴ・イン・チャイナ ゴダイゴ　ロックが中国に入った日。  一九八〇年十月廿三日 一億人がロックに包まれた。】

## 収録曲
右側は中国語表記
1. THE BIRTH OF THE ODYSSEY（ザ・バース・オヴ・ジ・オデッセイ）/序曲
  - 作曲:ミッキー吉野
2. STEPPIN' INTO YOUR WORLD（ステッピン・イントゥ・ユア・ワールド）/同作冒险旅行
  - 作詞:奈良橋陽子　作曲:ミッキー吉野
    - 全詞英語。
3. MONKEY MAGIC（モンキー・マジック）/猿猴魔术
  - 作詞:奈良橋陽子　作曲:タケカワユキヒデ
    - 全詞英語。
4. NAMASTE（ナマステ）/你好
  - 作詞:奈良橋陽子　作曲:タケカワユキヒデ
    - 全詞英語。シングル『ナマステ』B面の英語版は、このライヴ・ヴァージョン。
5. A PROMISE IN TIANJIN（ニーハオ・天津）/在天津的誓言
  - 作詞:奈良橋陽子　作曲:タケカワユキヒデ
    - 英語と中国語。この中国・天津公演のために作った曲。スタジオ録音盤は未発表。
6. PORTOPIA（ポートピア）/理想之港
  - 作詞:奈良橋陽子、伊藤アキラ、百田直裕　作曲:タケカワユキヒデ
    - 日本語詞。スタジオ録音盤では省略されている「2番の歌詞」を聴くことが出来る。
7. BEAUTIFUL NAME（ビューティフル・ネーム）/漂亮的名字
  - 作詞:奈良橋陽子、伊藤アキラ　作曲:タケカワユキヒデ
    - 冒頭とサビの部分は中国語詞。途中から観客と合唱。 1番は日本語詞2番、2番は英語詞1番という変則的な歌い方。
8. KATHMANDU（カトマンズ）/加徳满都
  - 作詞:奈良橋陽子、松本隆　作曲:タケカワユキヒデ
    - 1番は日本語詞、2番は英語詞（サビ以降は日本語詞）
9. WAVE GOOD-BYE（ウェイヴ・グッド・バイ）/擇手告別
  - 作詞:奈良橋陽子　作曲:タケカワユキヒデ
    - 全詞英語。
10. CELEBRATION（セレブレイション）/庆祝典礼
  - 作詞:奈良橋陽子　作曲:タケカワユキヒデ
    - 全詞英語。

全編曲:ミッキー吉野
この他にも
『GANDHARA（ガンダーラ）/犍陀罗』『THE ROAD OF SILK AND SPICE（シルク・アンド・スパイス）/丝绸与香料之路』『POMP AND CIRGUMSTANGES（組曲:威風堂々）/組曲:威风堂堂』『HAPPINESS（ハピネス）/幸福』
の以上4曲が現地では演奏されているが、未収録である。